# پسکارا
شهر  پسکارا (به ایتالیایی: Pescara) با جمعیت ۱۲۲٬۷۹۰ نفر  در ناحیه آبروتزو در کشور ایتالیا واقع شده‌است.

## حمل و نقل
با توجه به حمل و نقل عمومی پسکارا یک طبقه‌بندی گسترده‌ای از خدمات، مزایای شهر از آن یک موقعیت بسیار مطلوب با توجه به جاده ها.